# Померанцев переулок
Помера́нцев переу́лок (до 1922 года — Тро́ицкий переу́лок) — улица в центре Москвы в Хамовниках между Остоженкой и Пречистенкой.

## Происхождение названия
Первоначально назывался Троицкий переулок. Это название он получил приблизительно в XVIII веке по церкви Троицы в Зубове, находившейся по соседству — на углу Пречистенки и Кропоткинского переулка (известна с 1642 года, разрушена в 1933 году; ныне на этом месте стоит жилой дом № 31/16). Ещё ранее назывался Зубовский — по находившемуся вблизи двору стрелецкого головы И. Д. Зубова (по его стрелецкой слободе названы также Зубовская площадь, Зубовская улица и Зубовский проезд).
Переименован в 1922 году в честь Алексея Александровича Померанцева (1896—1979) — участника октябрьских боев 1917 года в Москве, командира роты 193-го запасного пехотного полка. Командовал отрядом, который принимал участие в охране Моссовета, захвате Брянского (ныне Киевского) вокзала, Провиантских складов на Крымской площади и в боях на Остоженке. Здесь, в Троицком переулке, Померанцев был тяжело ранен и длительное время считался погибшим. Впоследствии он стал видным учёным-физиком, профессором Московского университета.

## Описание
Померанцев переулок соединяет Остоженку и Пречистенку, начинаясь приблизительно напротив Хилкова переулка и проходит на северо-запад параллельно Кропоткинскому переулку до Пречистенки.

## Примечательные здания и сооружения
По нечётной стороне:
- № 3 — доходный дом Фокиных (1913—1915, архитектор Д. М. Челищев)[2]. В 1925 году здесь проживал Сергей Есенин со своей последней женой Софьей Андреевной Есениной-Толстой[3].
- № 5 — особняк (1879, архитектор С. А. Елагин), сейчас — Международный общественный фонд единства православных народов; редакция журнала «К Единству!»;
- № 7 — доходный дом С. И. и А. А. Мелетиных (1911, архитектор В. Е. Дубовской, при участии Л. Б. Горенберга; художник-керамист П. К. Ваулин[2][4]), перестроен
- № 9 — доходный дом (1911, архитектор Н. И. Жерихов)[2]. Здесь жили биохимик, профессор МГУ А. Р. Кизель (до своего ареста в 1942 году) и востоковед-тюрколог В. А. Гордлевский[5].

По чётной стороне:
- № 6 — особняк Н. Н. Медынцева (1907, архитектор Ф. Ф. Воскресенский),  памятник архитектуры (региональный). Примечателен характерным для стиля модерн выразительным декором фасада с лепным растительном декором, майоликовыми панно и мозаиками; в оформлении фасада использована также керамическая плитка[1][2][6]. В 1889 году здесь снимал квартиру П.И. Чайковский, который в письмах Н.Ф. фон Мекк указывает этот адрес.
- № 8 — ранее на этом месте стоял дом известного терапевта и эндокринолога, основоположника советской клинической эндокринологии В. Д. Шервинского[7]. Здесь же жил его сын, архитектор Е. В. Шервинский.
- № 10—12 — жилой дом (1936—1937, архитекторы Л. Ф. Попов, В. Н. Колпакова)[2], ныне в доме размещается Союз социальной помощи военнослужащим федеральных органов государственной безопасности «Русь».